# DTAP
DTAP là một nhóm nhạc sĩ kiêm nhà sản xuất thu âm người Việt Nam đến từ thành phố Hồ Chí Minh, bao gồm ba thành viên Thịnh Kainz, Kata Trần và Tùng Cedrus. Bắt đầu gây chú ý thông qua những ca khúc thuộc thể loại folktronica khi kết hợp hai chất liệu nhạc điện tử và nhạc dân gian với nhau, nhóm dần đào sâu vào những thể loại âm nhạc khác bao gồm dance-pop, EDM, ballad, R&B và electropop. Nhóm đã giành được một số giải thưởng âm nhạc lớn xuyên suốt sự nghiệp, trong đó có Làn Sóng Xanh và giải Cống hiến.

## Tên gọi
Trong một cuộc phỏng vấn, DTAP giải thích rằng tên nhóm là viết tắt của cụm từ "Đệ tử anh Phong". "Anh Phong" ở đây chỉ nhạc sĩ, nhà sản xuất âm nhạc Nguyễn Hải Phong, vì trước khi nhóm bắt đầu làm nhạc, họ đã theo học lớp đào tạo do nhạc sĩ giảng dạy. Tên gọi này cũng được lý giải theo nghĩa là double tap, một thao tác thả tim thường thấy trên Instagram.

## Lịch sử
Vào tháng 6 năm 2019, ca khúc Để Mị nói cho mà nghe do Hoàng Thùy Linh trình bày đã trở thành ca khúc đầu tiên đưa nhóm nhạc sĩ, sản xuất âm nhạc DTAP đến với công chúng nhiều hơn khi đạt hơn 150 triệu lượt xem trên YouTube và được vinh danh ở giải Mai Vàng 2019 và giải thưởng Cống hiến 2020. Sau sự thành công của ca khúc này, Hoàng Thùy Linh đã tiếp tục đề nghị DTAP sản xuất thêm những ca khúc mới với và album Hoàng đã được ra mắt với sự xuất hiện hàng loạt của nhiều ca khúc như Lắm mối tối ngồi không, Em đây chẳng phải Thúy Kiều, Duyên âm, Kẽo cà kẽo kẹt,... Ca khúc Để Mị nói cho mà nghe cũng được đưa vào album này.
Tháng 1 năm 2020, DTAP đóng góp vào lễ trao giải WeChoice Awards 2019 với ca khúc Điều phi thường nhỏ bé được thể hiện bởi các ca sĩ Ngọc Linh, Hoàng Thùy Linh, Chi Pu và Đen. Đến tháng 5 cùng năm, nhóm tham gia vào dự án cộng đồng Việt Nam tử tế, ghi lại hành trình của một Việt Nam kiên cường và đoàn kết trong cuộc chiến chống Covid-19.
Sau thành công vang dội của ca khúc Để Mị nói cho mà nghe, họ được nhiều nghệ sĩ trong nước ngỏ lời hợp tác. Tháng 9 năm 2020, nhóm đã sản xuất thành công ba ca khúc Hoa Hải Đường do nam ca sĩ Jack thể hiện, Cá cắn câu do ca sĩ MLee thể hiện cùng Isaac, và ca khúc Người ơi người ở đừng về do nam ca sĩ Đức Phúc kết hợp cùng nữ rapper Suboi. Tháng 11 cùng năm, nhóm sản xuất ca khúc Ngải tình cho nữ ca sĩ Thủy Tiên sau khoảng thời gian cô vắng bóng trên đường đua âm nhạc.
Tháng 4 năm 2021, sau thành công của ca khúc Hoa Hải Đường, DTAP tiếp tục hợp tác với nam ca sĩ Jack cho ca khúc Laylalay. Cuối năm 2021, nhóm đồng hành cùng nam ca sĩ Erik trong chương trình The Heroes 2021 và sản xuất hai ca khúc Nam Quốc Sơn Hà và Máu đỏ da vàng, góp phần giúp Erik giành ngôi vị Quán quân của cuộc thi.
Trong năm 2022, tiếp nối thành công của album Hoàng, nhóm cũng đã tiếp tục thành công cùng với Hoàng Thùy Linh với ca khúc album LINK. Đây là album được Pitchfork đánh giá số điểm 7.2/10. Trong đó, ca khúc See Tình đã gây được tiếng vang không chỉ trong nước mà còn ở các nước khác trên thế giới. Đây là ca khúc đóng góp cho nền âm nhạc Việt Nam được vươn xa ra thế giới, khiến tên tuổi của DTAP được biết đến rộng rãi hơn. Các ca khúc còn lại như Bo Xì Bo cũng đã và đang tạo được tiếng vang trong nước với lượt stream và cover đứng hàng đầu trên các nền tảng âm nhạc trực tuyến.

## Hợp tác thương mại
Ngoài việc sản xuất âm nhạc cho các ca khúc của nghệ sĩ, ca sĩ, DTAP cũng hợp tác thương mại với nhiều nhãn hàng trong và ngoài nước. Tháng 9 năm 2020, họ đảm nhận sản xuất âm nhạc cho thương hiệu gym Việt Nam Jetts Fitness với MV Jetts it up do nam ca sĩ Ngô Kiến Huy trình bày. Ba tháng sau, nhóm hợp tác cùng Hoàng Thùy Linh và rapper RTee trong sản phẩm thương mại của Prudential với MV Khi tình yêu đủ lớn. Bên cạnh đó, nhóm cũng sản xuất nhạc Tết 2021 với MV Dọn sạch giận hờn đón Tết vui cho nhãn hàng Surf, do nữ diễn viên Lâm Vỹ Dạ thể hiện.
Trong năm 2022, nhóm DTAP tạo dấu ấn bằng sự hợp tác với hãng hàng không quốc gia Vietnam Airlines bằng phim Hướng dẫn an toàn bay. Ngoài ra, DTAP vẫn tiếp tục hợp tác với các nhãn hàng khác gồm MV Kiềng Ba Chân được thể hiện bởi Hoàng Thùy Linh và Karik của Hòa Phát hay Tết là đông mới vui với sự trình bày của Đức Phúc, GDucky cho nhãn hàng Lays.
Ngoài hợp tác thương mại cho các thương hiệu đa ngành nghề, DTAP cũng giữ vai trò giám đốc âm nhạc cho các chương trình lớn như Không độ Chill & Cool, cuộc thi Miss World Vietnam 2022, đại nhạc hội chào Tết dương lịch tại Phố đi bộ Nguyễn Huệ, Thành phố Hồ Chí Minh, với sự tham gia của CL (2NE1). Năm 2023, họ tiếp tục đảm nhận vai trò này cho Vietnam Idol và Chị đẹp đạp gió rẽ sóng.

## Thành viên
DTAP là nhóm sản xuất âm nhạc trẻ với ba thành viên bao gồm: Thịnh Kainz (tên thật là Nguyễn Trần Hoàng Thịnh, sinh ngày 6 tháng 2 năm 1996), Kata Trần (tên thật là Trần Quốc Khánh, sinh ngày 3 tháng 12 năm 1997) và Tùng Cedrus (tên thật là Võ Thanh Tùng, sinh ngày 18 tháng 4 năm 1998). Mỗi thành viên trong nhóm hoạt động với vai trò khác nhau.
Mặc dù có niềm đam mê là âm nhạc, nhưng trước đó cả ba thành viên đều theo học ngành kinh tế.

## Danh sách đĩa nhạc

### Bài hát
| Năm  | Tên ca khúc                                                 | Nghệ sĩ biểu diễn                                                 | Ghi chú              |
| ---- | ----------------------------------------------------------- | ----------------------------------------------------------------- | -------------------- |
| 2019 | Để Mị nói cho mà nghe                                       | Hoàng Thùy Linh                                                   | [ 4 ]                |
| 2019 | Duyên âm                                                    | Hoàng Thùy Linh                                                   |                      |
| 2019 | Em đây chẳng phải Thúy Kiều                                 | Hoàng Thùy Linh                                                   |                      |
| 2019 | Lắm mối tối ngồi không                                      | Hoàng Thùy Linh                                                   |                      |
| 2019 | Kẽo cà kẽo kẹt                                              | Hoàng Thùy Linh                                                   |                      |
| 2019 | Kẻ cắp gặp bà già                                           | Hoàng Thùy Linh ft. Binz                                          | [ 5 ]                |
| 2019 | Bài ca tôm cá                                               | Yong Anhh, Nguyễn Minh Chiến                                      |                      |
| 2020 | Cá cắn câu                                                  | MLee ft. Isaac                                                    | [ 6 ]                |
| 2020 | Người ơi người ở đừng về                                    | Đức Phúc                                                          | [ 7 ]                |
| 2020 | Ngải tình                                                   | Thủy Tiên                                                         | [ a ] [ 8 ]          |
| 2020 | Điều phi thường nhỏ bé                                      | Ngọc Linh, Hoàng Thùy Linh, Chi Pu, Đen                           | [ b ] [ 9 ]          |
| 2020 | Hoa hải đường                                               | Jack                                                              |                      |
| 2020 | Việt Nam tử tế                                              | Lam Trường, Tóc Tiên, Hoàng Thùy Linh, Erik, Karik                |                      |
| 2020 | Jetts it up                                                 | Ngô Kiến Huy                                                      |                      |
| 2021 | Laylalay                                                    | Jack                                                              | [ c ] [ 10 ]         |
| 2021 | Dịu dàng em đến                                             | Erik                                                              |                      |
| 2021 | Nam quốc sơn hà (Bức tranh Đại Việt)                        | Erik ft. Phương Mỹ Chi                                            | [ 11 ]               |
| 2021 | Em đây chẳng phải là Kiều                                   | Hoàng Thùy Linh                                                   | [ 12 ]               |
| 2021 | Máu đỏ da vàng                                              | Erik                                                              | [ 13 ]               |
| 2022 | Còn thở là còn gỡ                                           | Phương Mỹ Chi                                                     |                      |
| 2022 | Gieo quẻ                                                    | Hoàng Thùy Linh ft. Đen                                           |                      |
| 2022 | See Tình                                                    | Hoàng Thùy Linh                                                   | [ 14 ]               |
| 2022 | Lúc thấy lúc không                                          | Hoàng Thùy Linh                                                   |                      |
| 2022 | Bắt vía                                                     | Hoàng Thùy Linh ft. Wren Evans                                    |                      |
| 2022 | Không một bài hát nào có thể diễn tả cảm xúc của em lúc này | Hoàng Thùy Linh ft. Thanh Bùi                                     |                      |
| 2022 | Bo xì bo                                                    | Hoàng Thùy Linh                                                   | [ 15 ]               |
| 2022 | Trưởng nữ chạy trốn                                         | Hoàng Thùy Linh                                                   |                      |
| 2022 | Đánh đố                                                     | Hoàng Thùy Linh ft. Thanh Lam & Tùng Dương                        |                      |
| 2022 | Hạ phỏm                                                     | Hoàng Thùy Linh                                                   |                      |
| 2022 | Mùa thu cho em                                              | Phương Mỹ Chi                                                     |                      |
| 2022 | Dư âm (2022 ver.)                                           | Phương Mỹ Chi                                                     |                      |
| 2022 | Hoa dại (2022 ver.)                                         | Phương Mỹ Chi                                                     |                      |
| 2022 | Nắng chiều (2022 ver.)                                      | Phương Mỹ Chi                                                     |                      |
| 2022 | Hẹn em kiếp sau (2022 ver.)                                 | Phương Mỹ Chi                                                     |                      |
| 2023 | Người ôm pháo hoa                                           | Đông Nhi                                                          |                      |
| 2023 | Những tháng năm tươi đẹp                                    | Đông Nhi                                                          |                      |
| 2023 | Nước mắt hóa đá (2023 ver.)                                 | Lương Bích Hữu                                                    |                      |
| 2023 | Ý trời                                                      | Đông Nhi, tlinh                                                   |                      |
| 2023 | Vũ trụ có anh                                               | Phương Mỹ Chi ft. Pháo                                            |                      |
| 2023 | Đẩy xe bò                                                   | Phương Mỹ Chi                                                     |                      |
| 2023 | Vũ trụ cò bay                                               | Phương Mỹ Chi                                                     |                      |
| 2023 | Chiếc thuyền ngoài xa                                       | Phương Mỹ Chi ft. Trung Quân                                      |                      |
| 2023 | Hai đứa trẻ                                                 | Phương Mỹ Chi ft. Suboi                                           |                      |
| 2023 | Gối gấm                                                     | Phương Mỹ Chi                                                     |                      |
| 2023 | Người con gái nằm nghe biển hát                             | Phương Mỹ Chi                                                     |                      |
| 2023 | Bóng phù hoa                                                | Phương Mỹ Chi                                                     |                      |
| 2023 | Chiếc lược ngà                                              | Phương Mỹ Chi ft. Kim Tử Long                                     |                      |
| 2023 | Những ngôi sao xa xôi                                       | Phương Mỹ Chi                                                     |                      |
| 2023 | Nơi bình minh đầy nắng                                      | 30 chị đẹp                                                        |                      |
| 2023 | Miền đất hứa                                                | Hoàng Thùy Linh ft. Đen                                           |                      |
| 2024 | Đầu đội trời chân đạp đất                                   | MLee, Phương Vy, Diệp Lâm Anh                                     | [ e ]                |
| 2024 | Ai cho tôi lương thiện                                      | Trang Pháp, Ninh Dương Lan Ngọc, Thu Phương                       |                      |
| 2024 | Mơ là phải mở                                               | Miu Lê ft. Yuno Bigboi                                            |                      |
| 2024 | Mùa thu khép lại (2024 ver.)                                | Thu Phương                                                        |                      |
| 2024 | Không còn mùa thu (2024 ver.)                               | Thu Phương                                                        |                      |
| 2024 | Màu của lãng quên (2024 ver.)                               | Thu Phương                                                        |                      |
| 2024 | Hoa có vàng nơi ấy (2024 ver.)                              | Thu Phương                                                        |                      |
| 2024 | Tình yêu tôi hát (2024 ver.)                                | Thu Phương ft. Hoàng Dũng & Karik                                 |                      |
| 2024 | Dòng sông lơ đãng (2024 ver.)                               | Thu Phương                                                        |                      |
| 2024 | Đêm nằm mơ phố (2024 ver.)                                  | Thu Phương                                                        |                      |
| 2024 | Đánh rơi bên bờ (2024 ver.)                                 | Thu Phương                                                        |                      |
| 2024 | Mưa phi trường (2024 ver.)                                  | Thu Phương ft. Erik                                               |                      |
| 2024 | Chưa bao giờ (2024 ver.)                                    | Thu Phương                                                        |                      |
| 2024 | Lượm                                                        | Phương Mỹ Chi                                                     |                      |
| 2024 | Buôn trăng                                                  | Phương Mỹ Chi                                                     |                      |
| 2024 | Rock hạt gạo                                                | Phương Mỹ Chi                                                     |                      |
| 2024 | Con cò và Mặt Trời                                          | Phương Mỹ Chi ft. Huỳnh Lập                                       |                      |
| 2024 | Nhà biên kịch tài lanh                                      | Haley                                                             |                      |
| 2024 | Không ra gì                                                 | Trúc Nhân                                                         |                      |
| 2025 | Diều ngược gió (The Future is Now)                          | Rhyder, Phương Mỹ Chi, Captain Boy, 52Hz                          |                      |
| 2025 | 1–0                                                         | Đông Nhi                                                          |                      |
| 2025 | Tinh cầu bốc cháy                                           | Đông Nhi                                                          |                      |
| 2025 | Mặt Trời cô độc                                             | Đông Nhi                                                          |                      |
| 2025 | Kỵ sĩ và ánh sao                                            | Đông Nhi                                                          |                      |
| 2025 | Người đẹp và quái vật                                       | Đông Nhi                                                          |                      |
| 2025 | Khó chiều                                                   | Đông Nhi                                                          |                      |
| 2025 | Em                                                          | Đông Nhi                                                          |                      |
| 2025 | Tự nhiên                                                    | Đông Nhi                                                          |                      |
| 2025 | Cầm kỳ thi hoạ (prod.)                                      | Bích Phương, Tiên Tiên, Bảo Anh, Phương Mỹ Chi, Lamoon            | [ e ]                |
| 2025 | Hề (prod.)                                                  | Phương Ly, WEAN, Chi Xê, Phương Mỹ Chi, Pháo Northside            | [ e ]                |
| 2025 | Chopstick                                                   | Phương Mỹ Chi                                                     | [ e ]                |
| 2025 | Bad Liar (prod.)                                            | Lâm Bảo Ngọc, Liu Grace, Saabirose, Phương Mỹ Chi, Pháo Northside | [ e ]                |
| 2025 | Duyên (prod.)                                               | Lâm Bảo Ngọc, Liu Grace, Saabirose, Phương Mỹ Chi, Pháo Northside | [ e ]                |
| 2025 | Made In Vietnam                                             | Thanh Hoa, Trúc Nhân, Phương Mỹ Chi                               | [ 16 ] [ 17 ] [ 18 ] |
| 2025 | Ếch ngoài đáy giếng                                         | Phương Mỹ Chi                                                     |                      |
| 2025 | Máu đỏ da vàng (2025 ver.)                                  | Thanh Thúy, Võ Hạ Trâm                                            | [ 16 ] [ 17 ]        |
| 2025 | Nam quốc sơn hà (2025 ver.)                                 | Bạch Tuyết, Pháo                                                  | [ 16 ] [ 17 ]        |
| 2025 | Rừng vàng biển bạc                                          | Isaac, Suboi                                                      | [ 16 ] [ 17 ]        |
| 2025 | Điều phi thường nhỏ bé (2025 ver.)                          | Hồng Nhung, Đen                                                   | [ 16 ] [ 17 ]        |
| 2025 | Trái tim con đập thêm lần nữa                               | Hiền Thục                                                         | [ 16 ] [ 17 ]        |
| 2025 | Mùa gió thổi trên mái nhà                                   | Mỹ Tâm                                                            | [ 16 ] [ 17 ]        |
| 2025 | Việt Nam tử tế (2025 ver.)                                  | Tóc Tiên, Karik                                                   | [ 16 ] [ 17 ]        |
| 2025 | Bài ca tôm cá (2025 ver.)                                   | Đông Nhi, Ông Cao Thắng, Winnie                                   | [ 16 ] [ 17 ]        |
| 2025 | Hò vươn mình                                                | Lâm Bảo Ngọc, Orange, Muộii, Lamoon                               | [ 16 ] [ 17 ]        |
| 2025 | Chân cứng đá mềm                                            | Phương Thanh, Hoàng Bách                                          | [ 16 ] [ 17 ]        |
| 2025 | Nhà tôi có treo một lá cờ                                   | Hà Anh Tuấn                                                       | [ 16 ] [ 17 ]        |
| 2025 | Việt Nam xin chào                                           | DTAP                                                              | [ 16 ] [ 17 ]        |
| 2025 | Chiến binh tre                                              | DTAP                                                              | [ 16 ] [ 17 ]        |
| 2025 | Con rồng thức giấc                                          | DTAP                                                              | [ 16 ] [ 17 ]        |
| 2025 | The Letter from Vietnam                                     | DTAP                                                              | [ 16 ] [ 17 ]        |

### Bài hát thương mại
| Năm  | Tên ca khúc                                                            | Nghệ sĩ biểu diễn      | Ghi chú |
| ---- | ---------------------------------------------------------------------- | ---------------------- | ------- |
| 2020 | Khi tình yêu đủ lớn                                                    | Hoàng Thùy Linh        | [ 19 ]  |
| 2020 | Jetts it up                                                            | Ngô Kiến Huy           |         |
| 2020 | Dọn sạch giận hờn đón Tết vui                                          | Lâm Vỹ Dạ              |         |
| 2021 | Vifon thịt thật                                                        | Hoàng Thùy Linh        |         |
| 2022 | Kiềng ba chân                                                          | Hoàng Thùy Linh, Karik | [ 20 ]  |
| 2022 | YAMAHA JANUS hoàn toàn mới - Bật chất, "Đẹp - Độc Đỉnh" xứng tầm Gen Z |                        |         |
| 2022 | Phim Hướng dẫn an toàn bay - Vietnam Airlines                          |                        |         |
| 2022 | Tết là đông mới vui                                                    | Đức Phúc, GDucky       | [ 21 ]  |
| 2024 | Điệu đà                                                                | Phương Mỹ Chi          |         |
| 2024 | Tết ngọt sớt                                                           | Phương Mỹ Chi          |         |

### Album
| Năm  | Tên album                      | Nghệ sĩ         | Ghi chú       |
| ---- | ------------------------------ | --------------- | ------------- |
| 2019 | Hoàng                          | Hoàng Thùy Linh | [ 2 ]         |
| 2022 | LINK                           | Hoàng Thùy Linh | [ 4 ]         |
| 2023 | Vũ trụ cò bay                  | Phương Mỹ Chi   |               |
| 2024 | Một nghìn chín trăm hồi đó     | Thu Phương      |               |
| 2024 | Vũ trụ cò bay (Deluxe Version) | Phương Mỹ Chi   |               |
| 2025 | Theater of Dreams              | Đông Nhi        | [ 22 ] [ 23 ] |
| 2025 | Made in Vietnam                | DTAP            | [ 16 ] [ 17 ] |

## Giải thưởng
DTAP tham gia vào các tác phẩm hầu hết đều với vai trò sản xuất và sáng tác. Danh sách tác phẩm mà nhóm nhạc sĩ, sản xuất đoạt giải:
| Năm  | Giải thưởng            | Hạng mục                      | Đề cử cho                               | Kết quả   | Tham khảo |
| ---- | ---------------------- | ----------------------------- | --------------------------------------- | --------- | --------- |
| 2019 | Làn Sóng Xanh          | Bài hát hiện tượng            | Để Mị nói cho mà nghe (Hoàng Thùy Linh) | Đoạt giải | [ 24 ]    |
| 2019 | Làn Sóng Xanh          | Ca khúc của năm               | Để Mị nói cho mà nghe (Hoàng Thùy Linh) | Đoạt giải | [ 24 ]    |
| 2019 | Làn Sóng Xanh          | Video âm nhạc của năm         | Để Mị nói cho mà nghe (Hoàng Thùy Linh) | Đoạt giải | [ 24 ]    |
| 2019 | Làn Sóng Xanh          | Sự kết hợp xuất sắc           | Để Mị nói cho mà nghe (Hoàng Thùy Linh) | Đoạt giải | [ 24 ]    |
| 2019 | Làn Sóng Xanh          | Top 10 ca khúc được yêu thích | Để Mị nói cho mà nghe (Hoàng Thùy Linh) | Đoạt giải | [ 24 ]    |
| 2019 | Giải Mai Vàng          | Ca khúc của năm               | Để Mị nói cho mà nghe (Hoàng Thùy Linh) | Đoạt giải | [ 25 ]    |
| 2019 | METUB WebTVAsia Awards | Viral music video of the year | Để Mị nói cho mà nghe (Hoàng Thùy Linh) | Đoạt giải | [ 26 ]    |
| 2020 | Giải Cống hiến         | Nhà sản xuất của năm          | DTAP                                    | Đoạt giải | [ 27 ]    |
| 2020 | Giải Cống hiến         | Album của năm                 | Hoàng                                   | Đoạt giải | [ 27 ]    |
| 2020 | Giải Cống hiến         | Bài hát của năm               | Để Mị nói cho mà nghe (Hoàng Thùy Linh) | Đoạt giải | [ 27 ]    |
| 2020 | Giải Cống hiến         | Video âm nhạc của năm         | Để Mị nói cho mà nghe (Hoàng Thùy Linh) | Đoạt giải | [ 27 ]    |
| 2021 | Giải Cống hiến         | Music video của năm           | Kẻ cắp gặp bà già (Hoàng Thùy Linh)     | Đề cử     | [ 28 ]    |
| 2022 | Làn Sóng Xanh          | Top 10 ca khúc được yêu thích | See Tình (Hoàng Thùy Linh)              | Đoạt giải | [ 3 ]     |
| 2022 | Làn Sóng Xanh          | Ca khúc của năm               | See Tình (Hoàng Thùy Linh)              | Đoạt giải | [ 3 ]     |
| 2022 | Làn Sóng Xanh          | Bài hát hiện tượng            | See Tình (Hoàng Thùy Linh)              | Đề cử     | [ 3 ]     |
| 2022 | Làn Sóng Xanh          | Hòa âm phối khí               | DTAP                                    | Đoạt giải | [ 3 ]     |
| 2023 | Giải Cống hiến         | Nhà sản xuất của năm          | DTAP                                    | Đoạt giải | [ 29 ]    |
| 2024 | Làn Sóng Xanh          | Nhà sản xuất âm nhạc của năm  | Vũ trụ cò bay (Phương Mỹ Chi)           | Đoạt giải |           |

## Đánh giá
- Nữ ca sĩ Hoàng Thùy Linh đã ca ngợi sức trẻ, nỗ lực và sự kiên định của DTAP. Mặc dù, các thành viên thuộc Thế hệ Z nhưng có sự chững chạc.[2]
- Nhà sản xuất âm nhạc Dương Khắc Linh đã khen DTAP hòa âm bắt tai, màu sắc âm nhạc dân gian tạo sự khác biệt và có hướng đi rõ ràng. Nhạc sĩ nói thêm: "Với phong độ như hiện tại cùng sự chuyên nghiệp, tôi tin nhóm sẽ có thêm hit trong tương lai".[2]